# Tinoc
Tinoc ist eine philippinische Stadtgemeinde in der Provinz Ifugao. Sie hat 16.559 Einwohner (Zensus 1. August 2015).

## Baranggays
Tinoc ist politisch in zwölf Baranggays unterteilt.
- Ahin
- Ap-apid
- Binablayan
- Danggo
- Eheb
- Gumhang
- Impugong
- Luhong
- Tinoc
- Tukucan
- Tulludan
- Wangwang